# Europese kampioenschappen indooratletiek 2009
De Europese kampioenschappen indooratletiek 2009 werden van 6 tot en met 8 maart 2009 gehouden in Turijn (Italië) in de Oval Lingotto, de hal waar in 2006 tijdens de Olympische Winterspelen van 2006 het schaatsen had plaatsgevonden. Sindsdien is deze omgebouwd tot een beurscomplex, met daarbij een volwaardige indooratletiekaccommodatie.

## Belgische en Nederlandse selectie

### België

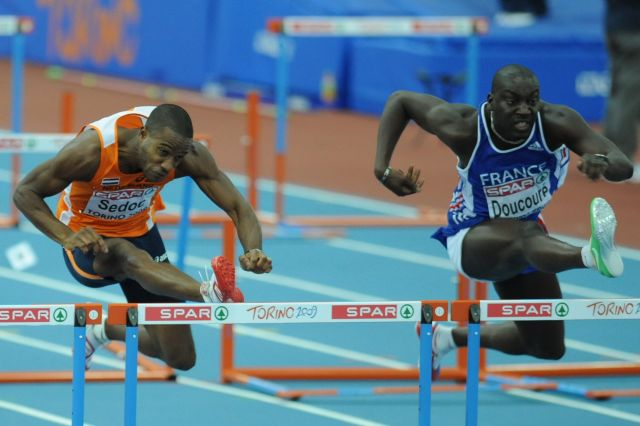
Gregory Sedoc (links) en Ladji Doucouré zij aan zij op de 60 m horden.

Eline Berings (60 m horden), Elisabeth Davin (60 m horden), Sigrid Vanden Bempt (1500 m), Damien Broothaerts (60 m horden), Willem Van Hoof (3000 m), Kevin Rans (polsstokhoogspringen)

### Nederland
Jolanda Keizer (vijfkamp), Yvonne Wisse (vijfkamp), Yvonne Hak (800 m), Marije te Raa (1500 m), Melissa Boekelman (kogelstoten), Denise Kemkers (kogelstoten), Patrick van Luijk ( 60 m), Wouter de Boer (800 m), Dennis Licht (1500 m), Ate van der Burgt (1500 m) *, Bas Eefting (1500 m), Gregory Sedoc (60 m horden), Martijn Nuijens (hoogspringen), Eugène Martineau (zevenkamp), Eelco Sintnicolaas (zevenkamp)
 * teruggetrokken voor de start van het toernooi vanwege een blessure

## Prestaties Belgische en Nederlandse selectie

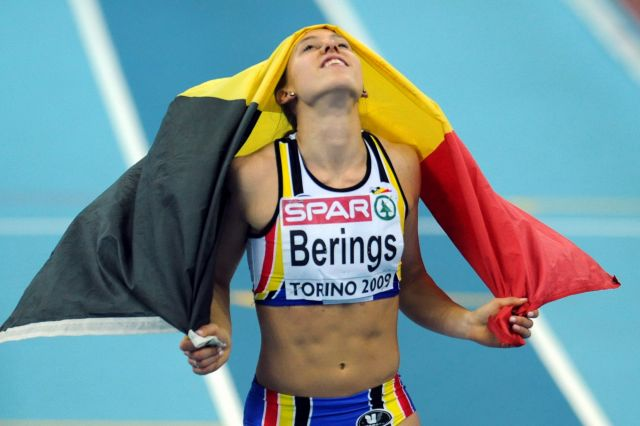
Eline Berings na het behalen van de titel op de 60 m horden.

### België
| Atleet                            | Ronde                        | Prestatie           | Plaats  |
| --------------------------------- | ---------------------------- | ------------------- | ------- |
| Eline Berings (60 m horden)       | 1e ronde halve finale finale | 8,00 8,01 7,92 (BR) | 1 · 2 · |
| Elisabeth Davin (60 m horden)     | 1e ronde halve finale finale | 8,13 8,07 -         | 3 6 -   |
| Sigrid Vanden Bempt (1500 m)      | kwalificatie finale          | 4.12,36 (BR) -      | 4 -     |
| Damien Broothaerts (60 m horden)  | 1e ronde halve finale finale | 7,75 7,74           | 3 4 7   |
| Willem Van Hoof (3000 m)          | kwalificatie finale          | 8.10,07 -           | 7 -     |
| Kevin Rans (polsstokhoogspringen) | kwalificatie finale          | 5,40 -              | 13 -    |

### Nederland
| Atleet                          | Ronde                                            | Prestatie                                   | Plaats               |
| ------------------------------- | ------------------------------------------------ | ------------------------------------------- | -------------------- |
| Jolanda Keizer (vijfkamp)       | 60 mH hoog kogel ver 800 m totaal                | 8,66 1,83 15,46 6,20 2.18,63 4644           | 14 · 3 · 1 · 7 · 8 · |
| Yvonne Wisse (vijfkamp)         | 60 mH hoog kogel ver 800 m totaal                | 8,35 1,71 12,73 6,02 2.12,80 4406           | 3 10 13 11 3 8       |
| Yvonne Hak (800 m)              | 1e ronde halve finale finale                     | 2.04,10 2.07,14 -                           | 3 6 -                |
| Marije te Raa (1500 m)          | kwalificatie finale                              | 4.11,80 4.30,93                             | 3 8                  |
| Melissa Boekelman (kogelstoten) | kwalificatie finale                              | 17,74 17,47                                 | 8                    |
| Denise Kemkers (kogelstoten)    | kwalificatie finale                              | 17,66 -                                     | 9 -                  |
| Patrick van Luijk (60 m)        | 1e ronde kwalificatie finale                     | 6,72 -                                      | 4 -                  |
| Wouter de Boer (800 m)          | 1e ronde halve finale finale                     | 1.50,15 -                                   | 5 -                  |
| Dennis Licht (1500 m)           | kwalificatie finale                              | 3.42,18 -                                   | 7 -                  |
| Bas Eefting (1500 m)            | kwalificatie finale                              | 3.54,62 -                                   | 10 -                 |
| Gregory Sedoc (60 m horden)     | 1e ronde halve finale finale                     | 7,68 7,61 7,55                              | 1 · 3 ·              |
| Martijn Nuijens (hoogspringen)  | kwalificatie finale                              | 2,17 -                                      | 20 -                 |
| Eugène Martineau (zevenkamp)    | 60 m ver kogel hoog 60 mH polsstok 1000 m totaal | 7,18 7,40 13,63 2,00 8,33 5,00 2.43,36 5884 | 12 7 11 9 11 2 5 9   |
| Eelco Sintnicolaas (zevenkamp)  | 60 m ver kogel hoog 60 mH polsstok 1000 m totaal | 6,99 7,51 12,35 1,91 7,98 geblesseerd -     | 2 6 14 13 1 -        |

## Podia

### Mannen
| Onderdeel:           | Goud:                                                               | Resultaat  | Zilver:                                                                 | Resultaat | Brons:                                                              | Resultaat |
| 60 m                 | Dwain Chambers Verenigd Koninkrijk                                  | 6,46       | Fabio Cerutti Italië                                                    | 6,56      | Emanuele Di Gregorio Italië                                         | 6,56      |
| 400 m                | Johan Wissman Zweden                                                | 45,89      | Claudio Licciardello Italië                                             | 46,32     | Ioan Vieru Roemenië                                                 | 46,54     |
| 800 m                | Joeri Borzakovski Rusland                                           | 1.48,55    | Luis Alberto Marco Spanje                                               | 1.49,14   | Mattias Claesson Zweden                                             | 1.49,32   |
| 1500 m               | Rui Silva Portugal                                                  | 3.44,38    | Diego Ruiz Spanje                                                       | 3.44,70   | Yoann Kowal Frankrijk                                               | 3.44,75   |
| 3000 m               | Mo Farah Verenigd Koninkrijk                                        | 7.40,17 CR | Bouabdellah Tahri Frankrijk                                             | 7.42,14   | Jesús España Spanje                                                 | 7.43,29   |
| 60 m horden          | Ladji Doucouré Frankrijk                                            | 7,55       | Gregory Sedoc Nederland                                                 | 7,55      | Petr Svoboda Tsjechië                                               | 7,61      |
| 4×400 m              | Italië Jacopo Marin Matteo Galvan Domenico Rao Claudio Licciardello | 3.06,68    | Verenigd Koninkrijk Richard Buck Nick Leavey Nigel Levine Philip Taylor | 3.07,04   | Polen Jan Ciepala Marcin Marciniszyn Jaroslaw Wasiak Piotr Klimczak | 3.07,04   |
| Verspringen          | Sebastian Bayer Duitsland                                           | 8,71 m ER  | Nils Winter Duitsland                                                   | 8,22 m    | Marcin Starzak Polen                                                | 8,18      |
| Hink-stap-springen   | Fabrizio Donato Italië                                              | 17,59 m CR | Viktor Yastrebov Oekraïne                                               | 17,25 m   | Igor Spasovkhodskiy Rusland                                         | 17,15 m   |
| Hoogspringen         | Ivan Oechov Rusland                                                 | 2,32 m     | Kyriakos Ioannou Cyprus Aleksej Dmitrik Rusland                         | 2,29 m    |                                                                     |           |
| Polsstokhoogspringen | Renaud Lavillenie Frankrijk                                         | 5,81 m     | Pavel Gerasimov Rusland                                                 | 5,76 m    | Alexander Straub Duitsland                                          | 5,76 m    |
| Kogelstoten          | Tomasz Majewski Polen                                               | 21,02 m    | Yves Niaré Frankrijk                                                    | 20,42 m   | Ralf Bartels Duitsland                                              | 20,39 m   |
| Zevenkamp            | Mikk Pahapill Estland                                               | 6362 pnt   | Oleksij Kasjanov Oekraïne                                               | 6205 pnt  | Roman Šebrle Tsjechië                                               | 6142 pnt  |

### Vrouwen
| Onderdeel:           | Goud:                                                                       | Resultaat | Zilver:                                                            | Resultaat | Brons:                                                                              | Resultaat |
| 60 m                 | Jevgenia Poljakova Rusland                                                  | 7,18      | Ezinne Okparaebo Noorwegen                                         | 7,21      | Verena Sailer Duitsland                                                             | 7,22      |
| 400 m                | Antonina Krivosjapka Rusland                                                | 51,18     | Natalja Pyhyda Oekraïne                                            | 51,44     | Darja Safonova Rusland                                                              | 51,85     |
| 800 m                | Maria Savinova Rusland                                                      | 1.58,11   | Oksana Zbrozjek Rusland                                            | 1.59,20   | Elise Cusma Piccione Italië                                                         | 2.00,23   |
| 1500 m               | Natalia Rodríguez Spanje                                                    | 4.08,72   | Sonja Roman Slowakije                                              | 4.11,42   | Roisin McGettigan Ierland                                                           | 4.11,58   |
| 3000 m               | Alemitu Bekele Degfa Turkije                                                | 8.46,50   | Sara Moreira Portugal                                              | 8.48,18   | Mary Cullen Ierland                                                                 | 8.48,47   |
| 60 m horden          | Eline Berings België                                                        | 7,92      | Lucie Škrobáková Tsjechië                                          | 7,95      | Derval O'Rourke Ierland                                                             | 7,97      |
| 4×400 m              | Rusland Natalja Antjoech Darja Safonova Jelena Vojnova Antonina Krivosjapka | 3.29,12   | Verenigd Koninkrijk Donna Fraser Kim Wall Vicky Barr Marilyn Okoro | 3.30,42   | Wit-Rusland Alena Kievitsj Katsiarina Bobryk Hanna Tasjpoelatava Katsiarina Misjyna | 3.35,04   |
| Verspringen          | Ksenija Balta Estland                                                       | 6,87 m    | Jelena Sokolova Rusland                                            | 6,84 m    | Olga Koetsjerenko Rusland                                                           | 6,83 m    |
| Hink-stap-springen   | Anastasia Taranova-Potapova Rusland                                         | 14,68 m   | Marija Šestak Slovenië                                             | 14,60 m   | Dana Velďáková Slowakije                                                            | 14,40 m   |
| Hoogspringen         | Ariane Friedrich Duitsland                                                  | 2,01 m    | Ruth Beitia Spanje                                                 | 1,99 m    | Viktorija Kljoegina Rusland                                                         | 1,96 m    |
| Polsstokhoogspringen | Joelia Goloebtsjikova Rusland                                               | 4,75 m    | Silke Spiegelburg Duitsland                                        | 4,75 m    | Anna Battke Duitsland                                                               | 4,65 m    |
| Kogelstoten          | Petra Lammert Duitsland                                                     | 19,66 m   | Denise Hinrichs Duitsland                                          | 19,63 m   | Anca Heltne Roemenië                                                                | 18,71 m   |
| Vijfkamp             | Anna Bogdanova Rusland                                                      | 4761 pnt  | Jolanda Keizer Nederland                                           | 4644 pnt  | Antoinette Nana Djimou Frankrijk                                                    | 4618 pnt  |

## Medailleklassement
| Plaats | Land                | Goud | Zilver | Brons | Totaal |
| 1      | Rusland             | 10   | 4      | 4     | 18     |
| 2      | Duitsland           | 3    | 3      | 4     | 10     |
| 3      | Frankrijk           | 2    | 2      | 2     | 6      |
| 3      | Italië              | 2    | 2      | 2     | 6      |
| 5      | Verenigd Koninkrijk | 2    | 2      | 0     | 4      |
| 6      | Estland             | 2    | 0      | 0     | 2      |
| 7      | Portugal            | 1    | 1      | 0     | 2      |
| 8      | Polen               | 1    | 0      | 2     | 3      |
| 9      | Zweden              | 1    | 0      | 1     | 2      |
| 10     | België              | 1    | 0      | 0     | 1      |
| 10     | Turkije             | 1    | 0      | 0     | 1      |
| 12     | Spanje              | 0    | 4      | 1     | 5      |
| 13     | Oekraïne            | 0    | 3      | 0     | 3      |
| 14     | Nederland           | 0    | 2      | 0     | 2      |
| 15     | Tsjechië            | 0    | 1      | 2     | 3      |
| 16     | Slovenië            | 0    | 1      | 1     | 2      |
| 17     | Cyprus              | 0    | 1      | 0     | 1      |
| 17     | Noorwegen           | 0    | 1      | 0     | 1      |
| 19     | Ierland             | 0    | 0      | 2     | 2      |
| 19     | Roemenië            | 0    | 0      | 2     | 2      |
| 21     | Wit-Rusland         | 0    | 0      | 1     | 1      |
| 21     | Slowakije           | 0    | 0      | 1     | 1      |
| Totaal | Totaal              | 26   | 27     | 25    | 78     |

1970 ·
1971 ·
1972 ·
1973 ·
1974 ·
1975 ·
1976 ·
1977 ·
1978 ·
1979 ·
1980 ·
1981 ·
1982 ·
1983 ·
1984 ·
1985 · 
1986 · 
1987 · 
1988 · 
1989 · 
1990 · 
1992 · 
1994 · 
1996 · 
1998 · 
2000 · 
2002 · 
2005 · 
2007 · 
2009 ·
2011 ·
2013 ·
2015 ·
2017 ·
2019 ·
2021 ·
2023 ·
2025
Belgische medaillewinnaars · Nederlandse medaillewinnaars